# Malév
A Malév (Magyar Légiközlekedési Vállalat) (IATA kódja MA, ICAO kódja MAH, hívójele Malev) közép-európai légi fuvarozó vállalat, Magyarország nemzeti légitársasága volt 1946 és 2012 között. A Malév betűszó a Magyar Légiközlekedési Vállalat cégnévből ered.
Igazgatósága Budapesten, bázisrepülőtere a Budapest Liszt Ferenc nemzetközi repülőtér volt. 2012 elején 23 lízingelt repülőgéppel rendelkezett.
A Malév 33 országban képviselte magát képviseletek és vezérügynökök útján.[forrás?] A légitársaság járatain 2010-ben több mint 3 millió fizető utas repült. Ugyanebben az évben elnyerte a legjobb kelet-európai légitársaságnak járó World Airline Awards díjat.
2012. február 2-án a Fővárosi Bíróság csődvédelem alá helyezte a céget, aminek hatására február 3-án a partnerek és a repülőterek csak azonnali fizetés esetén biztosítottak volna szolgáltatást, így a Malév leállította az üzemszerű működést, nem indított járatokat. Több gépet a cég tartozása fejében külföldön visszatartottak.
2012. február 3-án 6:00-kor a Malév hivatalosan is felfüggesztette a repülési tevékenységét, a bejelentés utáni órákban pedig számos külföldi hírportál (többek között BBC, AFP, USA Today) közölt elemzéseket a Malév összeomlásához vezető lehetséges okokról.
A Malév utolsó járata az MA745-ös járatszámú Helsinki–Budapest útvonalat repülő Boeing 737-es volt, amely Helsinkiből háromnegyed tízkor landolt Budapesten. Az utolsó Malév gép, egy HA-LNA lajstromjelű Bombardier CRJ200ER, 2017. november 29-én repült el Budapestről. Az Elena becenevű Malév gépet, amely évekig állt darabokban a Ferihegyi repülőtér raktáraiban, s az Aeroplex – az egykori Malév repülőgép-karbantartó leányvállalata – hozta működőképes állapotba.
2018. június 6-án a Malév a hosszúra elhúzódott csődeljárás, felszámolás után, jogutód nélkül megszűnt, s a cégjegyzékből is az összes leányvállalatával együtt, kivéve az Aeroplexet, véglegesen törölve lett. A Malév összesen 170 milliárd forintos tartozást halmozott fel, s hagyott maga után.

## Története
A második világháború pusztítása a magyarországi közforgalmi repülés és az akkori légitársaságok, a Magyar Aeroforgalmi Rt. (Maefort), az Aeroexpress Rt., és a Magyar Légiforgalmi Rt. (Malert) végét is jelentette. A háború után egy évvel, 1946. március 29-én megalakult a Malév elődje, a Magyar–Szovjet Polgári Légiforgalmi Rt. (Maszovlet), és még ugyanazon év augusztusában megérkezett a légitársasághoz az első öt, egyenként 21 személyes Li–2-es utasszállító repülőgép a Szovjetunióból, valamint később egy háromszemélyes Po–2-es légitaxi, amelyet postai küldemények szállítására használtak. A polgári repülőtér a világháború előtt és rövid ideig utána is a budaörsi repülőtér volt (a korábbi légitársaságok a mátyásföldi repülőteret használták).

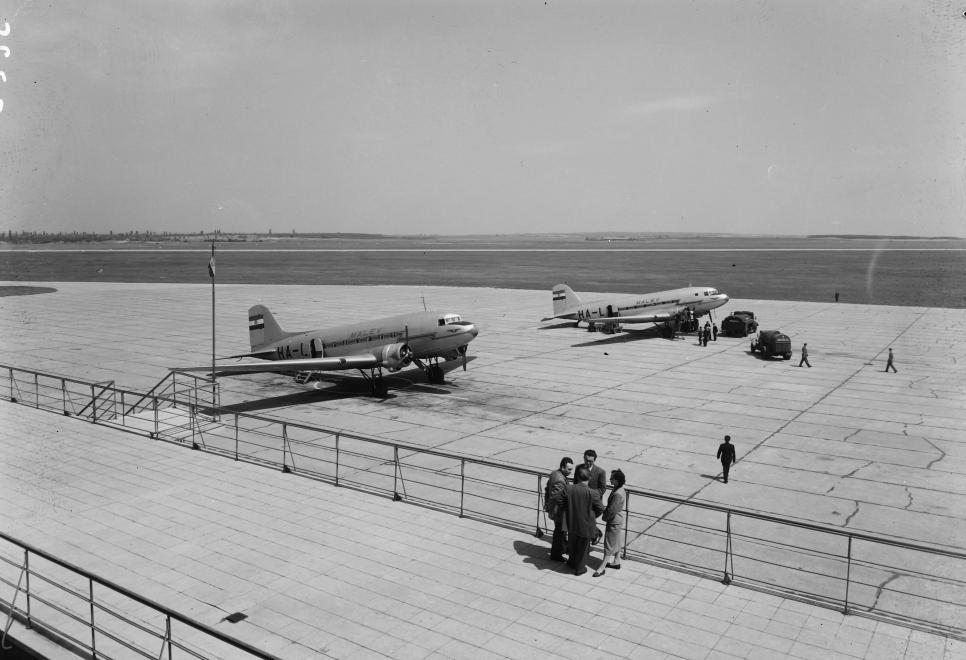
A Malév Li–2-es gépei Ferihegyen 1956-ban

A Maszovlet első járatai belföldiek voltak. 1946-ban nyitották meg a Budaörs és Debrecen, Szombathely, Győr valamint Szeged közötti járatokat. Ebben az évben a Maszovlet repülőgépei 292 órát töltöttek a levegőben, összesen 1864 utast és 17 tonna rakományt szállítottak. A következő években Miskolcot, Pécset, Békéscsabát, Kaposvárt, Zalaegerszeget és Nagykanizsát is hozzácsatolták a társaság hálózatához. Az első külföldi járat 1947-ben indult Bukarestbe és létrejött az első külföldi menetrendszerű járat Prágába. A társaság tervei között szerepelt egy Varsóba, Bukarestbe és Belgrádba irányuló állandó járat létrehozása, de ez gazdasági okok miatt nem sikerült. 1954. november 25-én egy államközi szerződést írtak alá Moszkvában, melynek értelmében a magyar kormány megvásárolta a Szovjetunió részesedését a Maszovletben. Másnap megalakult a Maszovlet jogutódja, a Malév.

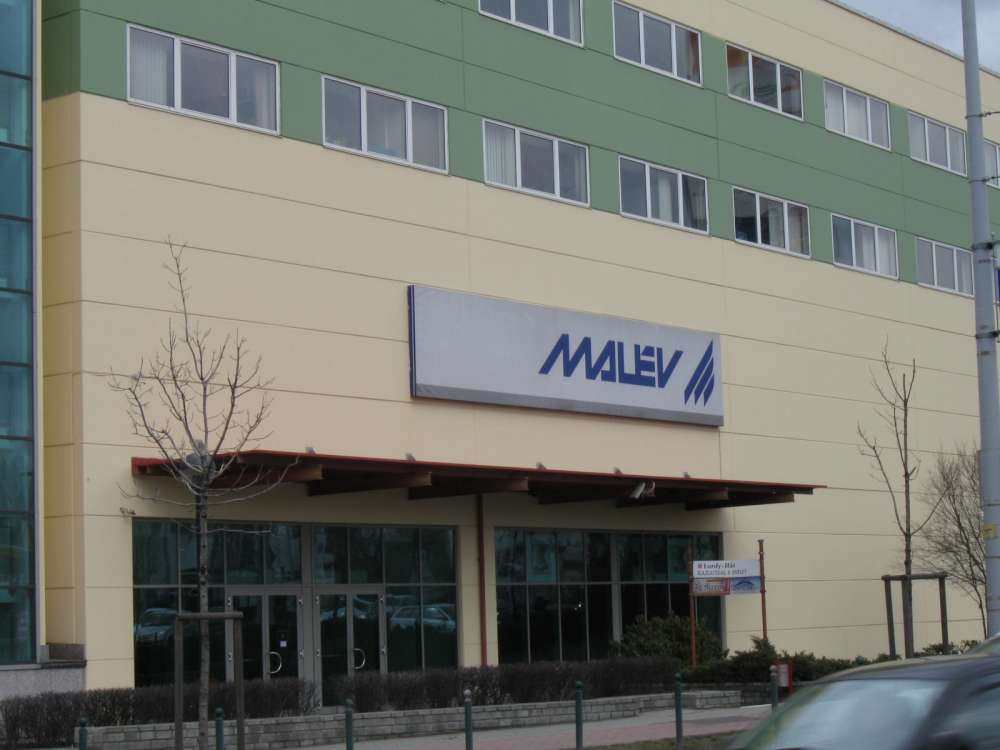
A Malév képviselete a Lurdy házban
(Budapest, 1097, Könyves Kálmán körút 12-14.)

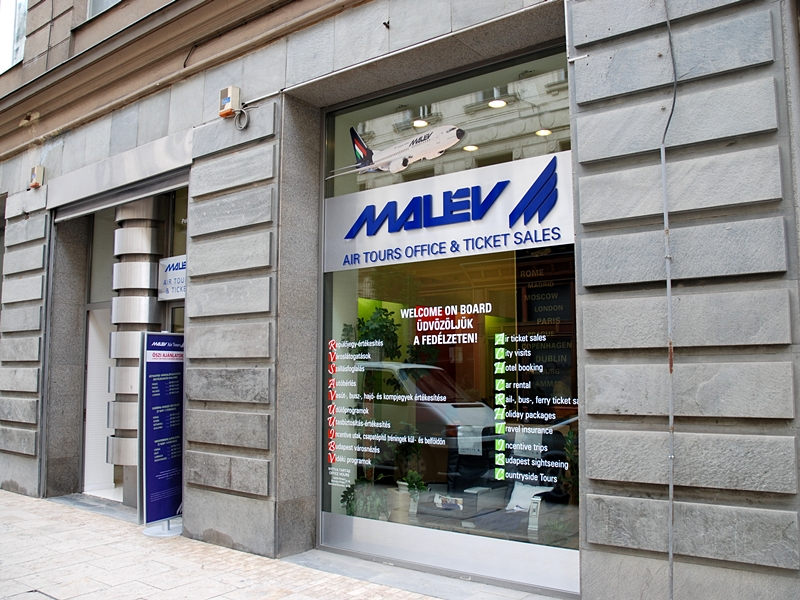
A Malév utazási (Malév Air Tours) és jegyirodája a Petőfi Sándor utcában (Budapest)

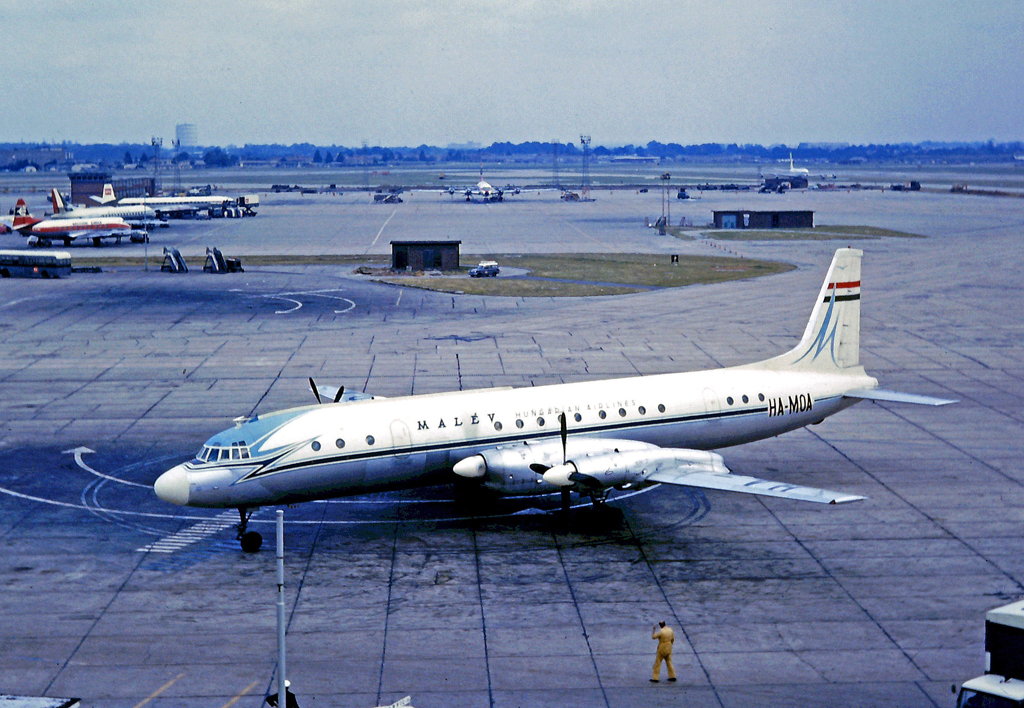
Il–18-as a London Heathrow-i repülőtéren 1965-ben

A légitársaság átalakulása után főleg belföldi járatokat üzemeltettek, de 1956-ban megnyitották az első járatot Nyugat-Európába. Június 5-én leszállt az első menetrend szerinti gép Bécsben. Még ebben a hónapban megérkezett az újonnan megnyitott Ferihegyi repülőtérre az első nyugat-európai repülőgép a holland KLM színeiben, az Amszterdam–Budapest–Kairó járat keretén belül. Az 1956-os forradalom leverése után a szovjetek minden repülést betiltottak. Csak 1957 januárjában indult meg újra a forgalom a Budapest–Miskolc–Debrecen járattal. Ebben az évben Zalaegerszeg is bekapcsolódott a légiforgalomba. 1958-tól rövid ideig, Budapestről Siófokra is lehetett repülni. 1960-ban megszüntették a Budapest és a Szeged közötti járatot. 1963. szeptember 24-én a Budapest–Kairó járat lett az első, Európán kívüli magyar repülőgépjárat. Ugyanebben az évben a belföldi járatok nagy része megszűnt, mivel a Malév leselejtezte a Li–2-es típust és az új Il–14-es típus üzemeltetésére a vidéki, füves repülőterek nagy része nem volt alkalmas. Az első Malév gép, amely átrepülte az Egyenlítőt, egy Il–18-as volt 1966. február 11-én, egy kormánydelegáció utazása során. 1979 végére a Ferihegyi repülőtér és a Malév utasforgalma is elérte az egymillió főt.

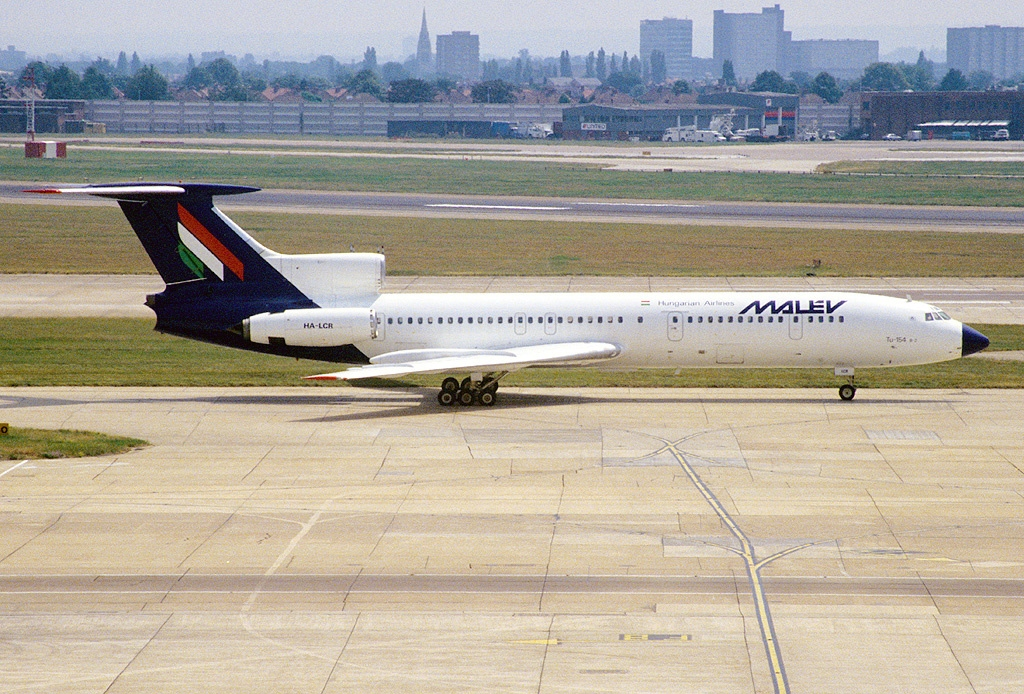
Tu–154B2-es, a London-Heathrow-i repülőtéren 1992-ben

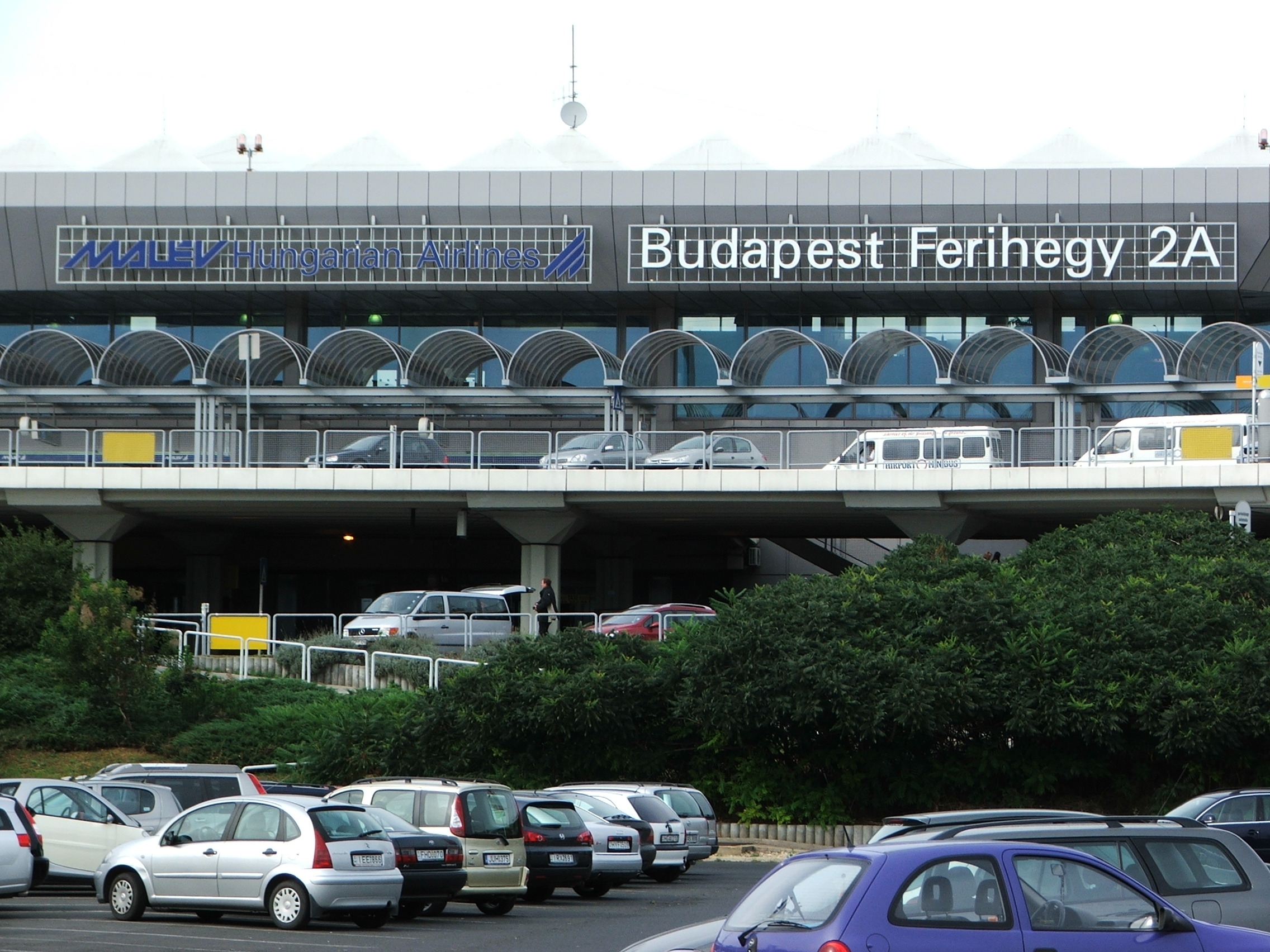
Ferihegy 2A, a Malév egykori bázisa

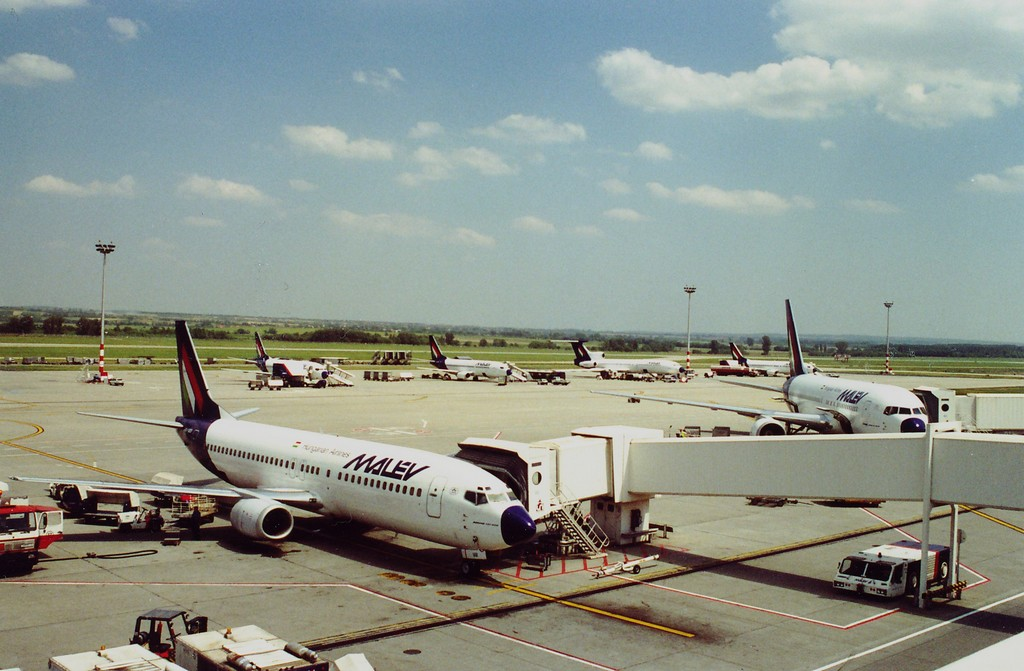
Ferihegyi látkép 2000-ben. A képen látható egy, akkor még forgalomban lévő Malév Tu-154 B2 típusú repülőgép (hátul, balról a harmadik).

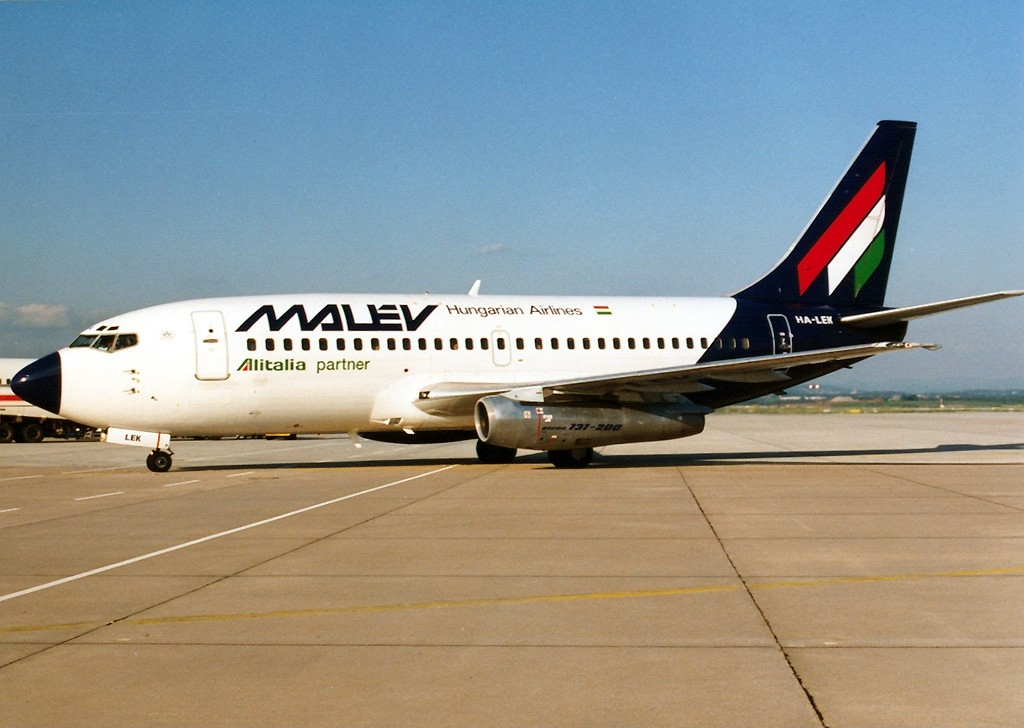
A Malév első nem-szovjet repülőgépe, a Boeing 737-200

1968. december 22-én megérkezett a Malévhez az első sugárhajtású repülőgép, a szovjet Tu–134-es. A gép a HA-LBA lajstromjelet kapta. 1989 előtt kizárólag szovjet repülőgépeket működtettek, sokáig csak a szomszéd országokba. Az 1968-ban a Szovjetuniótól vásárolt Tu–134 repülőgépek távolabbi országok elérését is lehetővé tették. 1973. szeptember 5-én érkezett meg Ferihegyre a HA-LCA lajstromjelű Tu–154-es gép, melyet további 18 darab követett. A Malév 1988. november 18-án megkezdte a szovjet géppark cseréjét bérelt Boeing gépekre. Az első ilyen amerikai gép egy – HA–LEC lajstromjelű – Boeing 737-200-as volt, 1988 novemberében. 1993. május 10-én szolgálatba állt az első nagygép is, a Boeing 767–200ER HA–LHA lajstromjellel ellátva. 1995 decemberében érkezett az első holland Fokker 70-es repülőgép, mellyel elkezdődött a Tu–134-es típus leváltása. Az utolsó Tu–154-est 2001-ben vonták ki a forgalomból. A légitársaság 2003. február 7-én kezdte meg a régi Boeingek cseréjét az új Boeing 737 NG (Next Generation) repülőgépre. Ezek alkották 2012-ig a flotta gerincét.
2010-ben a Malév elnyerte a legjobb Kelet-Európai légitársaság díját a World Airline Award díjátadón, amit az utasok elégedettségei alapján osztanak ki.
A Malév 2006. november 22-én hivatalos meghívást kapott a oneworld szövetségbe (melynek tagjai például a Finnair és a British Airways), majd 2007. április elejétől a oneworld teljes jogú tagja lett. (Megjegyzendő azonban, hogy ezt megelőzően a SkyTeam szövetség felé érdeklődött a légitársaság a ČSA-Czech Airlines cseh társaságon keresztül, melyet végül nem követett szövetségi tagság.)
Az AEA 2007-es felmérése szerint a Malév Európában a harmadik legpontosabb légitársaság volt 84,8%-kal. (Az eredmények szerint az első helyezett a cseh CSA, a második pedig a belga Brussels Airlines.)
2008-ban a Malév 4 darab Bombardier Dash 8 Q400 típusú, turbólégcsavaros repülőgépet bérelt ki a kanadai Bombardier-től. Ezek a regionális gépek a cég csődjéig forgalomban maradtak.
A Malév a 2011-es nyári menetrendi időszakban 32 ország 52 városába, helymegosztási partnereivel együtt pedig 37 ország 83 városába közlekedtetett menetrend szerinti járatokat.
Közel 3 millió utast szállított évente 23 ezer járatpáron, eközben 2600 munkavállalót foglalkoztatott, 500 hazai vállalkozással állt kapcsolatban.
Központi reptere a Ferihegyi repülőtér volt, de 2005 nyarától időszakosan már a Sármellék nemzetközi repülőtérről is üzemeltetett járatokat Stuttgartba, illetve a 2006 nyarától kezdve Berlin-Tegel is felkerült a charter menetrendbe. Ezenkívül a Debreceni nemzetközi repülőtérről is évek óta indított több célállomásra charter járatokat.
A törzsutasok számára a vállalat a Duna Club nevű programot működtette.
A Malév utolsó logója 1988-ban született, ennek tervezője Zsótér László volt. A népszerű reklámzene is 1988-ban készült, mely Presser Gábor szerzeménye.

## Gazdasági háttere
Még 1992. november 12-én az Alitalia olasz nemzeti légitársaság és a Simest olasz bank tőkeemeléssel 35% részesedést szerzett a Malévben, de 1997 decemberében az Alitalia Malév-részvényeit magyar bankok visszavásárolták. 1999 és 2007 között a Malév 99,5%-os többségi tulajdonosa az Állami Privatizációs és Vagyonkezelő Rt. volt, a maradék 0,5%-ot kisebb befektetők birtokolták. 2007-ben sokadik próbálkozásra végül az ÁPV Rt. 200 millió forintért eladta a Malévet a Borisz Mihajlovics Abramovics orosz üzletember irányítása alatt álló AirBridge Zrt.-nek. Az állami tulajdonú Malév Vagyonkezelő Kft. átvállalta a Malévtól annak a Magyar Fejlesztési Banktól felvett 20 milliárd forintos hitelét, ennek fejében állami tulajdonban maradt a Malév márkanév, az egyik Boeing gépet birtokló Malco LLC és a Százhalombatta-Ferihegy közötti kerozinvezeték.
2009 áprilisában az igazgatóság Martin Gausst nevezte ki a Malév vezérigazgatójának, akinek irányítása alatt a légitársaság az addigi legnagyobb, közel 50 milliárdos veszteségét volt kénytelen elkönyvelni
2009-ben Abramovics kiszállt az AirBridge-ből, így annak többségi tulajdonosa Költő Magdolna, kisebbségi tulajdonosa és tényleges irányítója pedig az orosz Vnyesekonombank lett, üzemeltetésébe pedig beszállt az Aeroflot orosz nemzeti légitársaság.
2010. március 10-én a Vnyesekonombank kifizette azt a 32 millió eurós bankgaranciát, amelyet az AirBridge által a 2007-ben állami tulajdonban maradó vagyontárgyak után a Magyar Nemzeti Vagyonkezelőnek fizetendő bérleti díjakra vállalt.
11-én a Malév jegyzett tőkéjét négymillió forintra csökkentették, és 26,82 milliárd forintos tőkeemelést hajtottak végre, amiből 25,36 milliárd forintot a Magyar Nemzeti Vagyonkezelő jegyzett, ezáltal a Malév többségi tulajdonosa ismét a magyar állam lett, 95 százalékos részesedéssel. A maradék 5 százalék továbbra is az AirBridge kezében maradt.
Egy, a 2010-es Orbán-kormány idején államilag megrendelt elemzés lényegében életképtelennek találta a Malévet: működése tarthatatlan, nincs esély rá, hogy 2012-re nullszaldós legyen. A légitársaság ekkorra évi 10-20 milliárd forint veszteséget halmozott fel.
Mivel az EU szabályai tiltják a légitársaságok költségvetési pénzből való támogatását, a Wizz Air vizsgálatot kezdeményezett az Európai Bizottságnál a 2010-es államosítás jogszerűségéről. 2011 nyarán az Európai Bizottság hivatalos javaslattal élt a magyar kormánynál, hogy szerkezetátalakítási program bemutatása után a kifogásolt állami támogatást is elfogadhatónak tartják. Ennek elmaradása esetén, azaz a vállalat fenntarthatóságának elérése nélkül a támogatást a Malévnak vissza kell fizetnie.
2012 januárjában a Bizottság jogellenesnek minősítette mind a visszavásárlást, mind számos egyéb támogatást és tranzakciót 2007 és 2010 között; összesen mintegy 100 milliárd forintnyi állami támogatás visszatérítésére kötelezte a Malévot, és megtiltotta a magyar államnak a további támogatást.
Befektető ilyen körülmények közt nem érkezett, az Orbán-kormány vagyonkezelőt nevezett ki, a leállás rendezett formában történő levezénylésére. A beszállítók egymás után előre követelték a szolgáltatásuk ellenértékét, 2012. február 3-án hajnalban a Boeingeket lízingelő cég Tel-Avivban lefoglalta a Malév ott tartózkodó egyik gépét, mivel a társaság nem fizetett előre. A nemzeti légitársaság 2012. február 3-án reggel 6 órakor repülési tevékenységét felfüggesztette, Boeing-flottájának nagy részét a bérbeadó ILFC amerikai lízingcég visszavitette az írországi Shannoni repülőtérre. „Szárnyakat adunk álmainknak” címmel 2012. február 7-én országos gyűjtésre való felhívást tett közzé a Közösség a Magyar Nemzeti Légitársaság Megőrzéséért civil kezdeményezés, melyben a magyar állampolgárok 1000 HUF-os tulajdonrész-jegyet vásárolhatnak, így nyújtva tőkét egy új légitársaság, a Magyar Nemzeti Légiforgalmi Vállalat, Manlév létrehozásához.
2013. június 18-án Hende Csaba honvédelmi miniszter az Országgyűlés honvédelmi bizottságának ülésén kijelentette, hogy a Malév csődjének oka lehetett az a "finnyásság" is, hogy a légitársaság nem vállalta a magyar katonák missziós utaztatását, ezért charterjáratokkal helyettesítették a Malévot. Erre 2008 és 2012 között 5,2 milliárd forintot fizetett ki a honvédség.

## Helymegosztási partnerek

A Malév európai úticéljai.

A Malév helymegosztási megállapodást kötött az alábbi légitársaságokkal:
| - Aeroflot - Aerosvit - AirBaltic - Air Berlin (2011. október 30-tól) - Air France - Alitalia - American Airlines - British Airways - Bulgaria Air - Carpatair | - ČSA-Czech Airlines - Etihad Airways (szeptembertől) - Finnair - Hainan Airlines - Iberia - Japan Airlines - Moldavian Airlines - Qantas - Rossiya-Russian Airlines - Royal Jordanian |

## Légiflottája
A Malév a 2003-ban megkezdett programján belül lecserélte klasszikus Boeing 737-esekből álló gépparkját az új generációs (NG) 737-es repülőgépekre. A Malév akkoriban a világ egyik legfiatalabb flottájával rendelkezett. Az első Boeing 767–300ER 2007 tavaszán érkezett meg a KLM-Royal Dutch flottájából, mely addig a PH-BZM lajstromot viselte, de megérkezése után HA-LHC lajstrommal kezdte meg szolgálatát a Malév flottájában. A Malév 2008 és 2009 között az összes Boeing 767-est kivonta a flottájából. A légitársaság rövidtávú járatain is ideiglenesen szűkítette gépparkját, melyeket Fokker 70-esekkel és CRJ–200-asokkal teljesített. A CRJ–200-asok sorsa eladásra ítéltetett a vezetőség által, melyekből egyet eladtak Szudánba, ahol egy ottani olajcég dolgozóit fogja szállítani. További 2 CRJ eladásáról megállapodtak a dániai Cimber Airrel. Ezen gépek helyettesítésére a Malév Q 400-as turbóprop gépeket tervezett forgalomba állítani. 1 CRJ-vel és 5 Fokkerrel rendelkezett.
2009-ben, a Párizs melletti Le Bourget-n megrendezett légiközlekedési iparági kiállításon 30 db Szuhoj Superjet 100 típusú repülőgép megrendeléséről írt alá szándéknyilatkozatot Martin Gauss, a Malév vezérigazgatója, és Alessandro Franzoni, a SuperJet International vezérigazgatója. A SuperJet International a tervek szerint, 2011-ben szállította volna az első ilyen típusú repülőgépet, majd ezt követően minden évben 6 géppel bővült volna a géppark.
2011-ben a Malév alapításának 65. évfordulója alkalmából a légitársaság egyik Bombardier Dash 8 Q400 típusú turbolégcsavaros repülőgépét a korábbi, 1960-as éveket idéző Malév festésmintával látták el. A HA-LQD lajstromú, retro festést viselő repülőgépet 2011. február 4-én mutatta be a Malév. 2012 februárjában, a leállás után, valamennyi lízingelt gépét visszaszolgáltatta a tulajdonosának.
12 évvel a csőd után a Malév egykori gépeinek többsége még szolgálatban volt különböző légitársaságoknál.

## Balesetek és repülőesemények
- 1954. december 23-án két Li-2-es repülőgép (HA-LIF és HA-LII) Ferihegyről indult Prágába, de jegesedés miatt kényszerleszállást kellett végrehajtaniuk a csehszlovák térségben. Egy utas megsérült, mindkét gépet selejtezték.[36][37]
- 1956. július 13-án a Malév 622-es belföldi járatán, egy Li-2-es repülőgépen (HA-LIG) 7 disszidáló utas erőszakkal átvette az irányítást, és a nyugat-németországi Ingolstadtba eltérítette. A gép sikeresen leszállt, az elkövetők később az Egyesült Államokba emigráltak. Ez volt Magyarország történetének első civil repülőgép-eltérítése.[38][39]
- 1961. augusztus 6-án a Malév Douglas C-47 Skytrain típusú repülőgépe (HA-TSA) városnéző-sétajárat közben dugóhúzóba került, és Zuglóban, az Erzsébet királyné útja és a Lumumba utca kereszteződésénél lezuhant. Huszonhárom utas, a négy főnyi személyzet és három járókelő meghalt. Az eset után Budapesten leállították a sétarepüléseket. (A szemtanúk szerint a 3 "járókelő" valójában három kisgyerek volt, akik az egyik ház udvarán biciklit szereltek. A Róna u. 224. falán emléktáblát helyeztek el.)[40]
- 1962. november 23-án a Párizs melletti Le Bourget repülőtér megközelítésekor a Malév 355-ös járatának egyik Iljusin Il–18 típusú repülőgépe (HA-MOD) Roissy-en-France falu közelében átesés miatt lezuhant, a nyolcfős személyzet és a tizenhárom utas meghalt.
- 1964. február 17-én egy Il-14-es gép (HA-MAH) Ferihegyen hangártűzben kigyulladt és elégett.[41] A hangárban bekövetkezett tűz nem számít repülőeseménynek.
- 1969. november 19-én az egyik Tupoljev Tu–134 (HA-LBA) típusú repülőgép Isztambulban a vizes pályán túlfutott és súlyos balesetet szenvedett.
- 1971. augusztus 28-án az egyik Iljusin Il–18V típusú repülőgép (HA-MOC) Koppenhága közelében a tengerbe zuhant, csak hárman élték túl a szerencsétlenséget. A gép pilótája Szentgyörgyi Dezső volt, a második világháború legeredményesebb magyar ásza.
- 1971. szeptember 16-án a Malév 110-es járatának egyik Tupoljev Tu–134A típusú repülőgépe (HA-LBD) Kijev/Boriszpol (ma: Boriszpil) mellett katasztrófát szenvedett, 41 utas és a személyzet életét vesztette.
- 1975. január 15-én Ferihegyen lezuhant a Malév 801-es járatának egyik Iljusin Il–18-as repülőgépe (HA-MOH). A gép kilencfős személyzete életét vesztette.
- 1975. szeptember 30. – Bejrút partjai előtt lezuhant a Malév 240-es számú járata (egy Tupoljev Tu–154) (HA-LCI) a fedélzetén 50 utassal és 10 fős személyzettel. (Egyes információk szerint a gépet lelőtték; roncsai a mai napig is a tengerben nyugszanak.) [42][43]
- 1977. szeptember 21. – a Malév 203-as járatának egyik Tupoljev Tu–134 típusú repülőgépe (HA-LBC) Bukarest/Urziceni leszállás közben katasztrófát szenvedett, a nyolctagú személyzet, valamint 24 utas az életét vesztette.
- 1981. október 21. – az egyik Tupoljev Tu–154B típusú repülőgép (HA-LCF) a prágai repülőtéren leszállás közben kettétört.
- 2000. július 4. – A Malév 262-es járatának egyik Tupoljev Tu-154 típusú repülőgépe (HA-LCR) behúzott futóval ért földet a görögországi Szaloniki repterén. A személyzet hibás megközelítés miatt időzavarba került, így elmaradt az ellenőrzőlista (check-list) felolvasásának befejezése és a futónyitás. Az átstartolást rádiófigyelmeztetésre kezdték meg. A gép így is közel 400 métert csúszott a pályán, de még nem lépett működésbe az ún. hasraszálló rendszer, amely egyébként ilyenkor leállítja a hajtóműveket is. A sérült gép második leszállási kísérlete a fékszárnyak sérülése ellenére sikeres volt.[44] Személyi sérülés nem történt, de a repülőgépben kb. 2 millió $ kár keletkezett, így a gépet a Malév a szaloniki repülőtérnek ajándékozta; azon a helyi reptéri tűzoltóság gyakorlatozik. Egyes alkatrészeit 2018 nyarán a rekonstrukció alatt álló HA-LCA lajstrommal rendelkező géphez szerette volna Magyarország (LKK – Légiközlekedési Kulturális Központ)  megszerezni, amely nem járt sikerrel. A repülőgépet 2018 év végén feldarabolták, helyén szálloda épül.
- 2006. január 6. – A Malév 671-es járata (egy Boeing 737-600) landolás után a pálya elhagyásakor lecsúszott a vizes gurulósávról, majd egy füves területen állt meg. A gépen tartózkodó utasokat biztonságosan leszállították. Senki sem sérült meg, a gép is sértetlen maradt.
- 2010. szeptember 21. – A Malév HA-LOF lajstromjelű Boeing 737-600 típusú repülőgépe a Ferihegyi repülőtéren felszállás közben összeütközött egy madárral, ezért a kapitány a felszállás megszakítása mellett döntött. A felszállás megszakítása és az intenzív fékezés következtében a futóművek felhevültek, ezért a repülőtéri tűzoltók több kocsival is kivonultak a repülőgéphez, amely Isztambulba tartott volna. A 95 utas és 5 fős személyzet közül senki sem sérült meg, tűz nem keletkezett.
- 2011. június 25. – A Malév 906-os járatának HA-LOC lajstromjelű, Boeing 737-800 típusú repülőgépének farokrésze leszállás közben a futópályának csapódott Heraklion repülőterén. Az MA906-os, Budapest és Heraklion közötti charter járatot teljesítő repülőgép fedélzetén összesen 187 fő tartózkodott. A leszállás végül sikeres volt, a pilóták a repülőgéppel biztonságban földet értek, személyi sérülés nem történt. A Boeing 737-es farokrésze a futópályához csapódást követően azonban komolyan megsérült. A sérült szerkezeti elemek kijavítását a helyszínen, Heraklionban (Görögország) kellett elvégezni.
- 2012. február 3. - A Malév utolsó járata az MA745-ös járatszámú Helsinki–Budapest útvonalat repülő Boeing 737-es volt, amely Helsinkiből háromnegyed tízkor landolt Budapesten.[6]

## Leányvállalatai
- Malév Express A Malév 2002-ben indított regionális leányvállalata volt, 4 darab CRJ200 repülőgépet üzemeltetett. 2005-ben rossz anyagi állapota miatt bezárt, a gépek az anyacéghez kerültek.
- Malév Ground Handling (Malév GH Zrt.) Magyarország vezető földi kiszolgálója volt, a Budapest Liszt Ferenc Nemzetközi Repülőtér T2/A, a T2/B és a T1 terminálján szolgálta ki a légitársaságokat. Szolgáltatásai: utas- és repülőgép kiszolgálás, műszaki karbantartás (pl.: jegyeladás, catering, business várók, jégtelenítés). 2020. június 16-án jelentették be, hogy a cég rossz anyagi állapota miatt megszűnik.[45]
- Malév Cargo (üzletág) A Malév Árufuvarozási Igazgatóságának fő feladata a légi árufuvarozás, kihasználva az utasszállító repülőgépek teherfuvarozó képességét.
- Malév Air Tours Az 1968-ban alapított utazási iroda elsősorban a Malév hálózatában lévő célállomásokra és Budapestre történő utazási csomagokat értékesít. Irodái az alábbi városokban találhatók: Budapest, Győr, Debrecen és Szeged.[46]
- Aeroplex Közép-Európai Kft., (ACE) A Malév karbantartó leányvállalata 1992-ben alakult, repülőgép karbantartási munkák végrehajtására a budapesti Liszt Ferenc Nemzetközi Repülőtéren.[47] A cég azóta is aktív – rengeteg repülőgépnek végzik a javítását, karbantartását.

## Kiadványai
- Malév Magazin ISSN 0230-9386
- Utóda 1990-ben az egyetlen számként megjelent Malév Inflight volt.
- A Malév Inflight utódának neve Take Off volt.
- 1995-ben az akkori vezetőség új kiadót bízott meg a fedélzeti tájékoztatással, így született meg a Horizon, mint a Malév havilapja. A Geomédia Kiadó Zrt. kiadásában jelent meg. Egészen a Malév 2012-es csődjéig kiadták.[48] Főszerkesztője Szücs Gábor volt.[49] ISSN 1218-2346

## Arculat
A Malév szignálját Presser Gábor komponálta 1988-ban, kifejezetten a cég számára.
A Malév arculattervét Zsótér László grafikus készítette 1988-ban.

## Képgaléria

A Malév valaha használt összes repülőgéptípusa
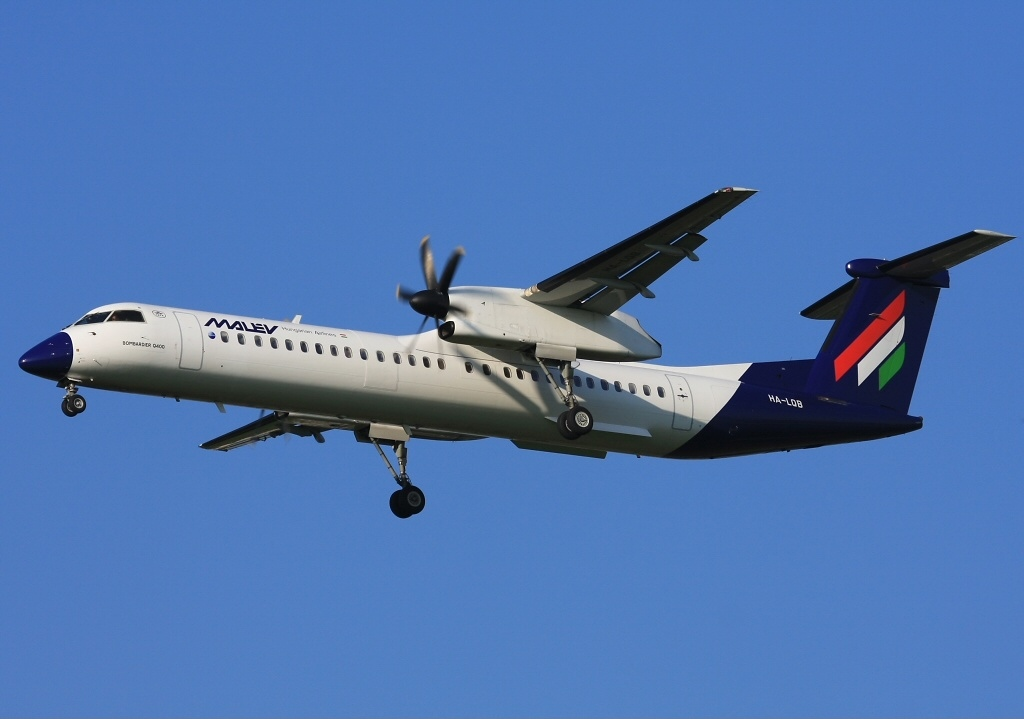
Bombardier Dash 8 Q400
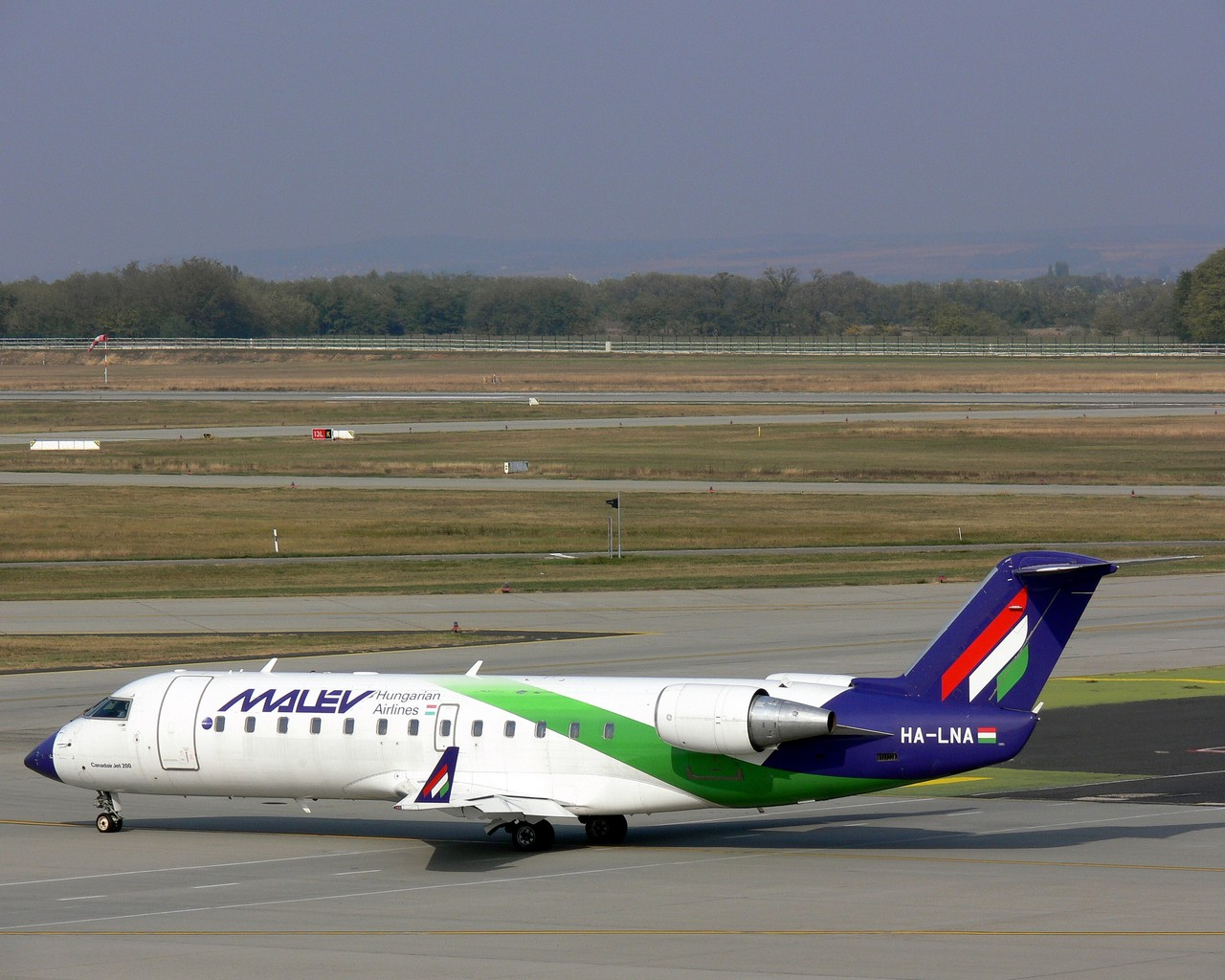
Bombardier CRJ200
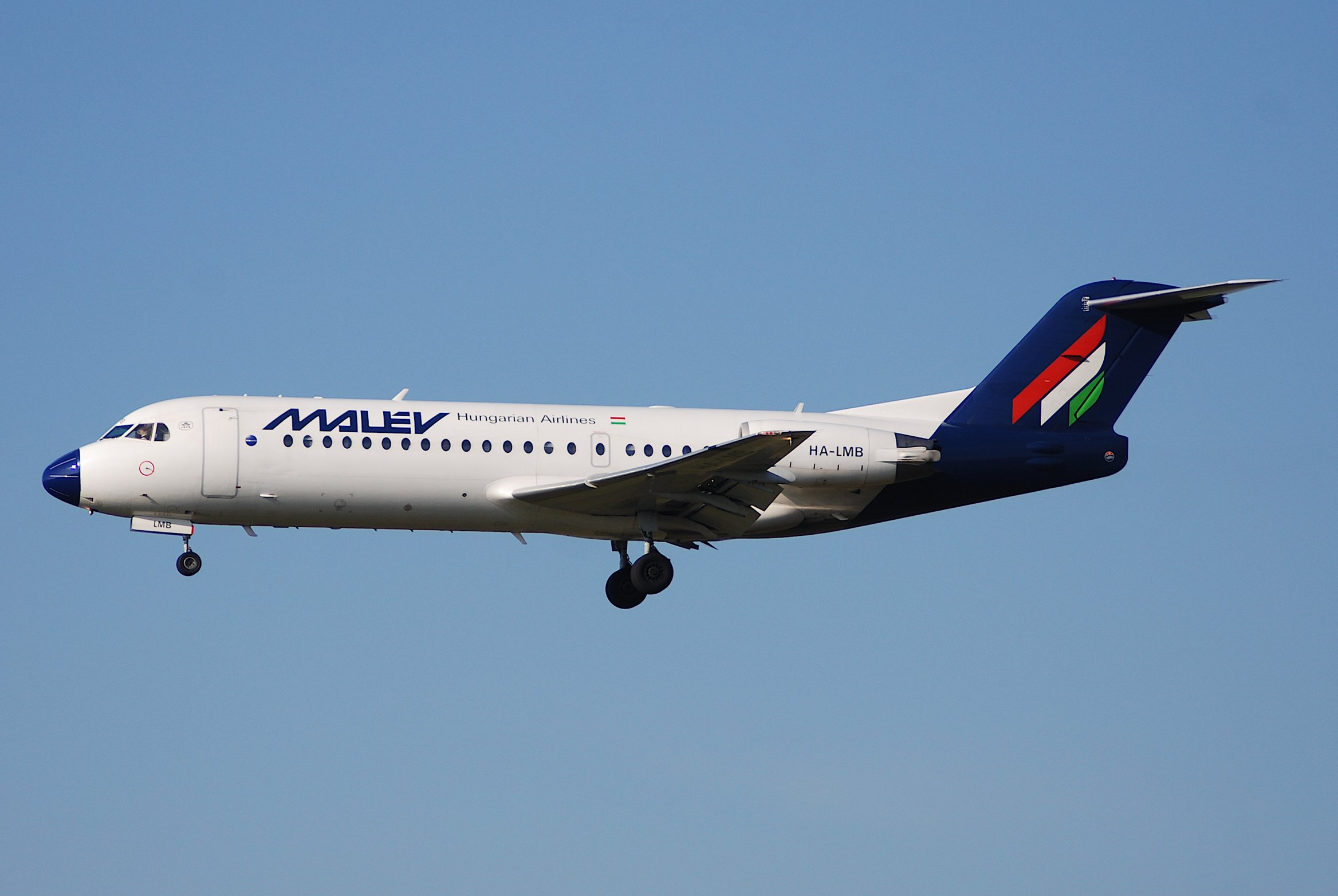
Fokker 70
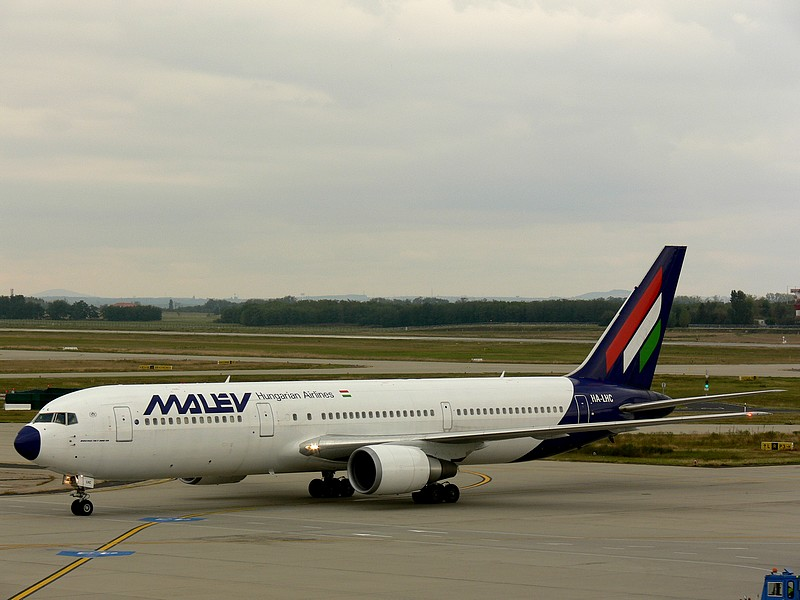
Boeing 767-300ER
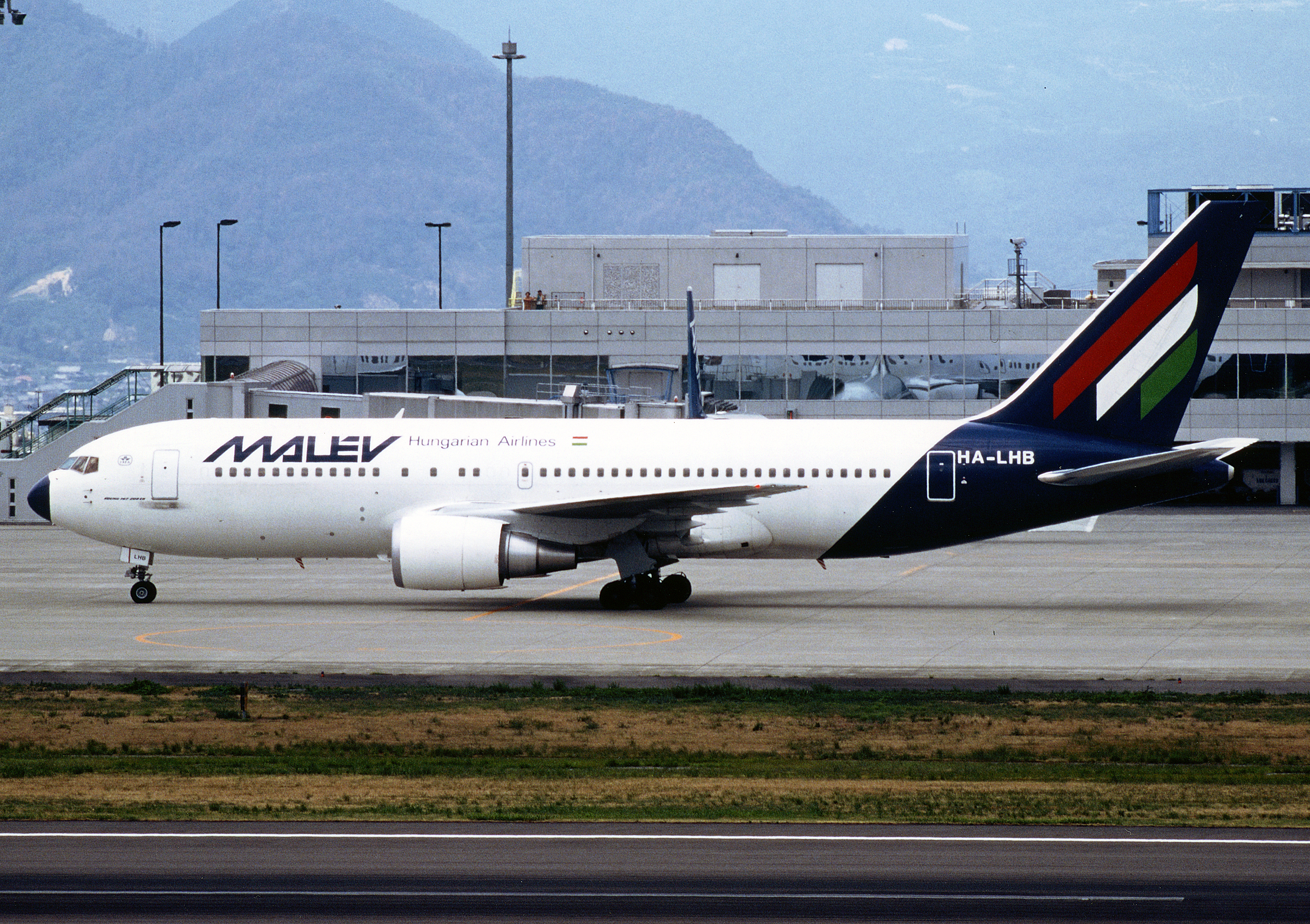
Boeing 767-200ER
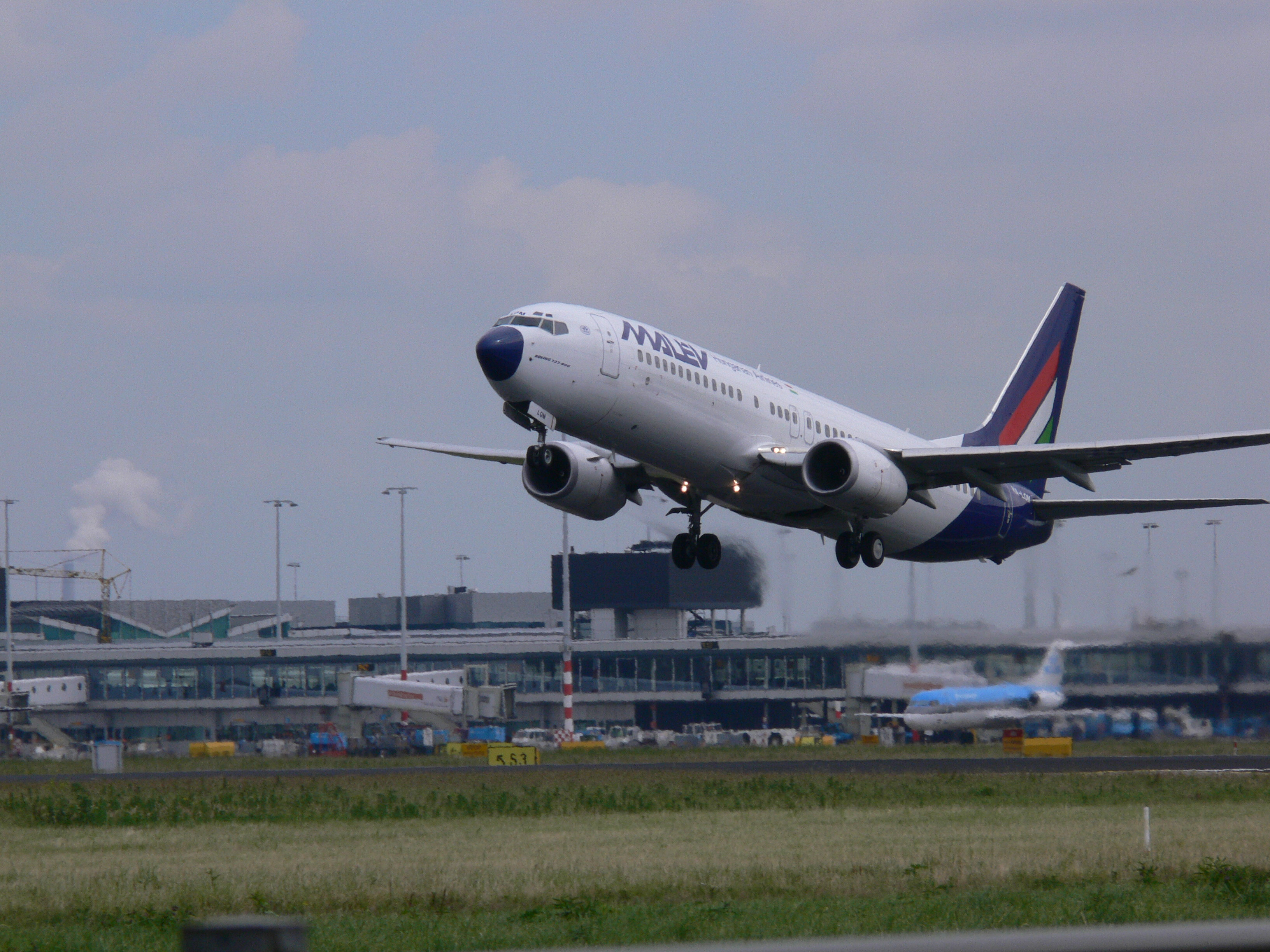
Boeing 737-800
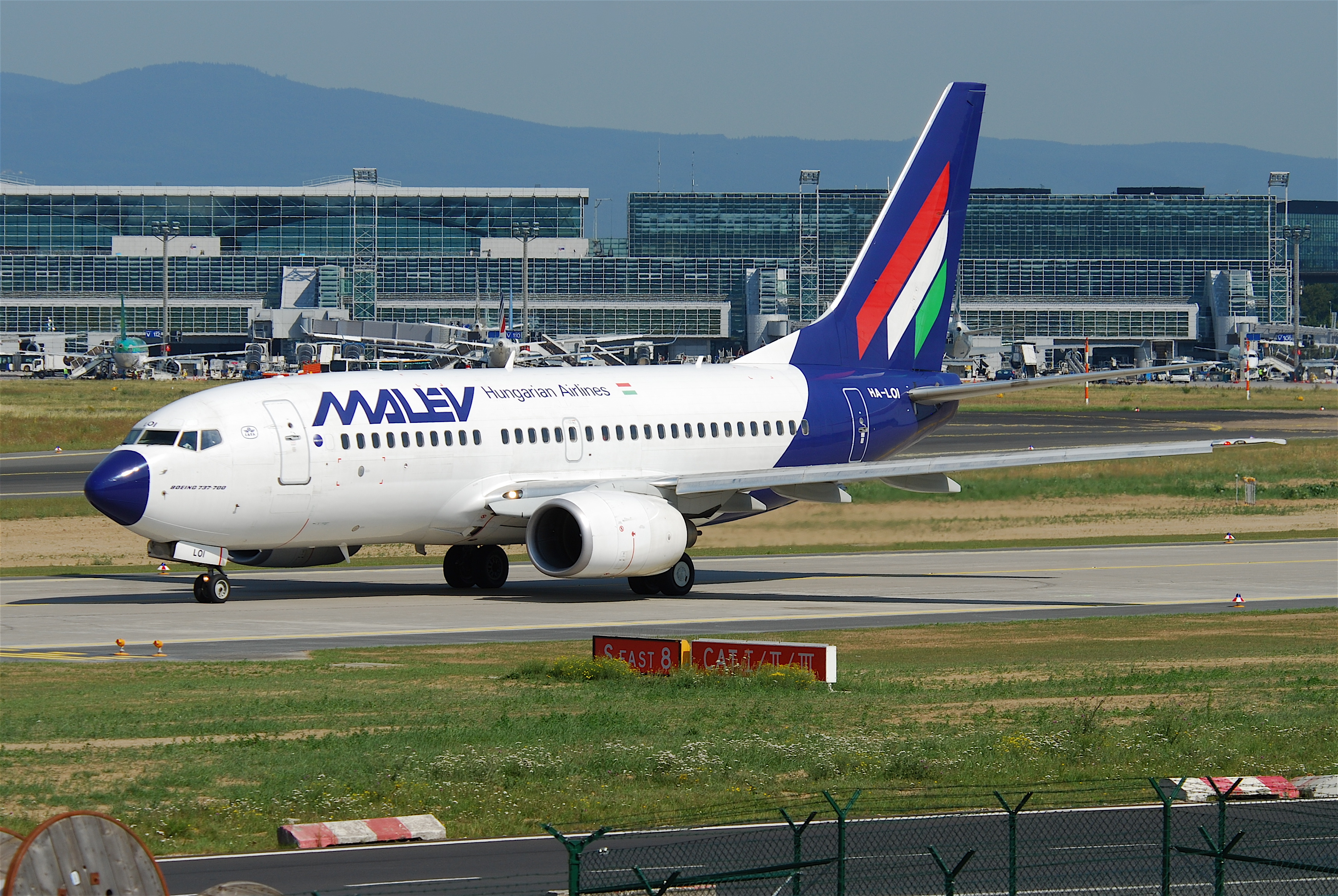
Boeing 737-700
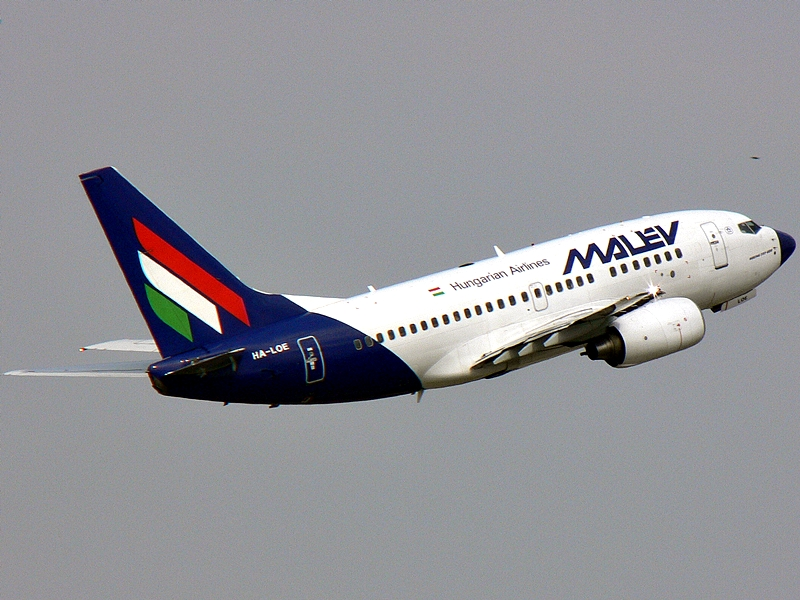
Boeing 737-600
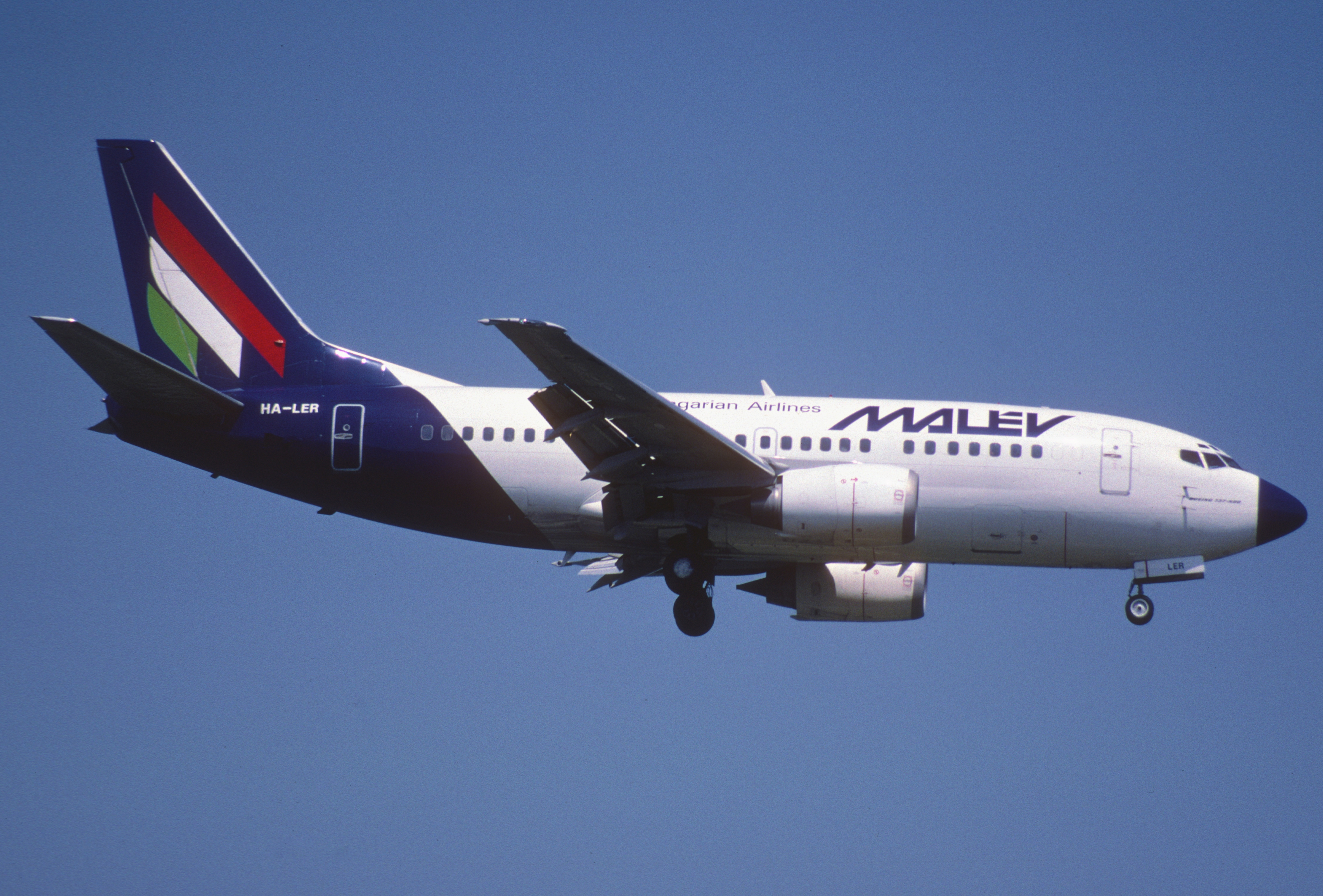
Boeing 737-500
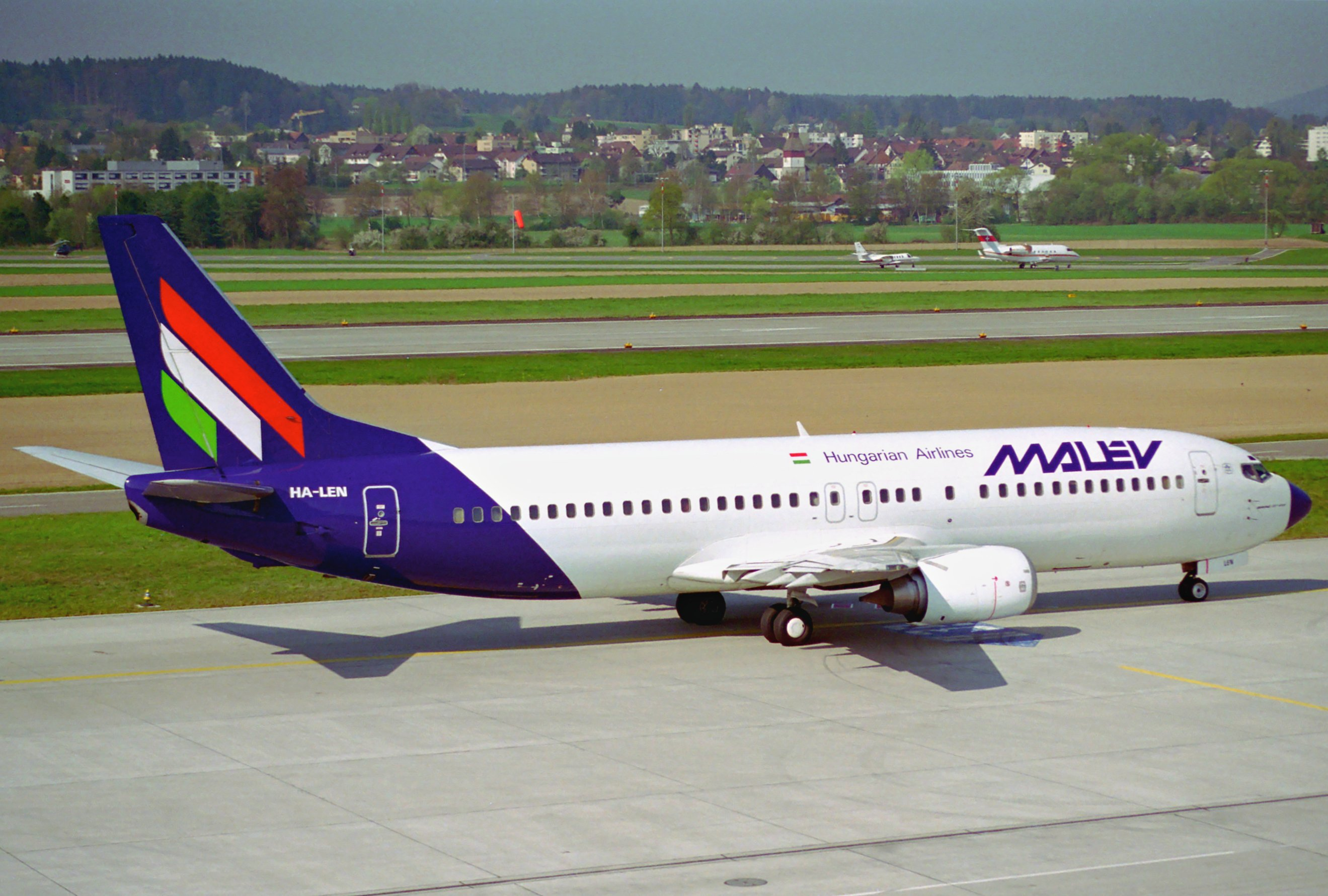
Boeing 737-400
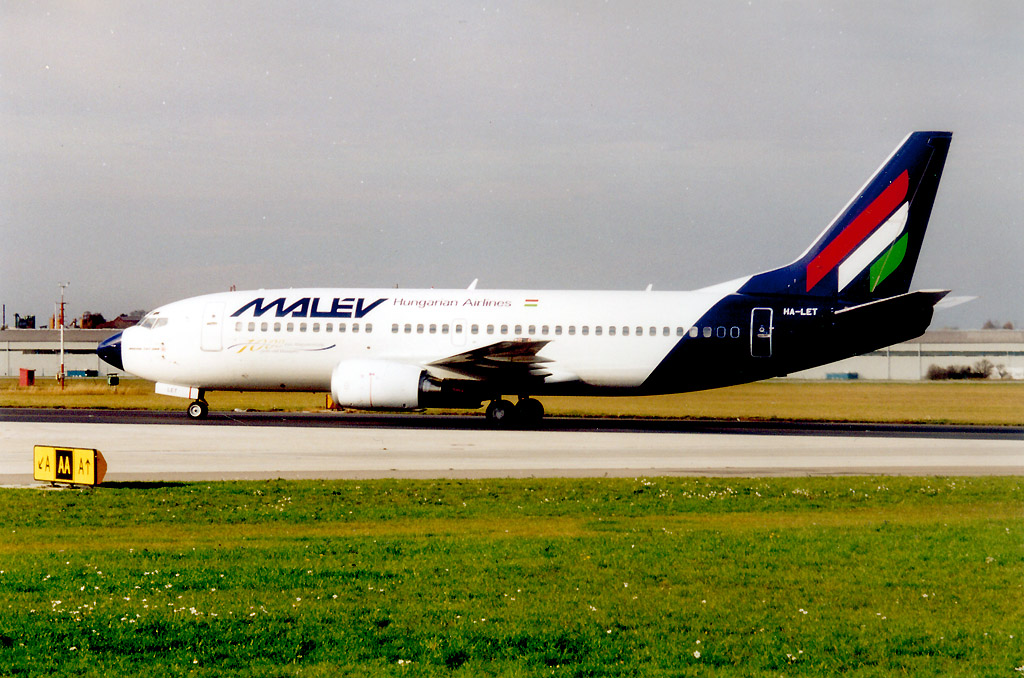
Boeing 737-300
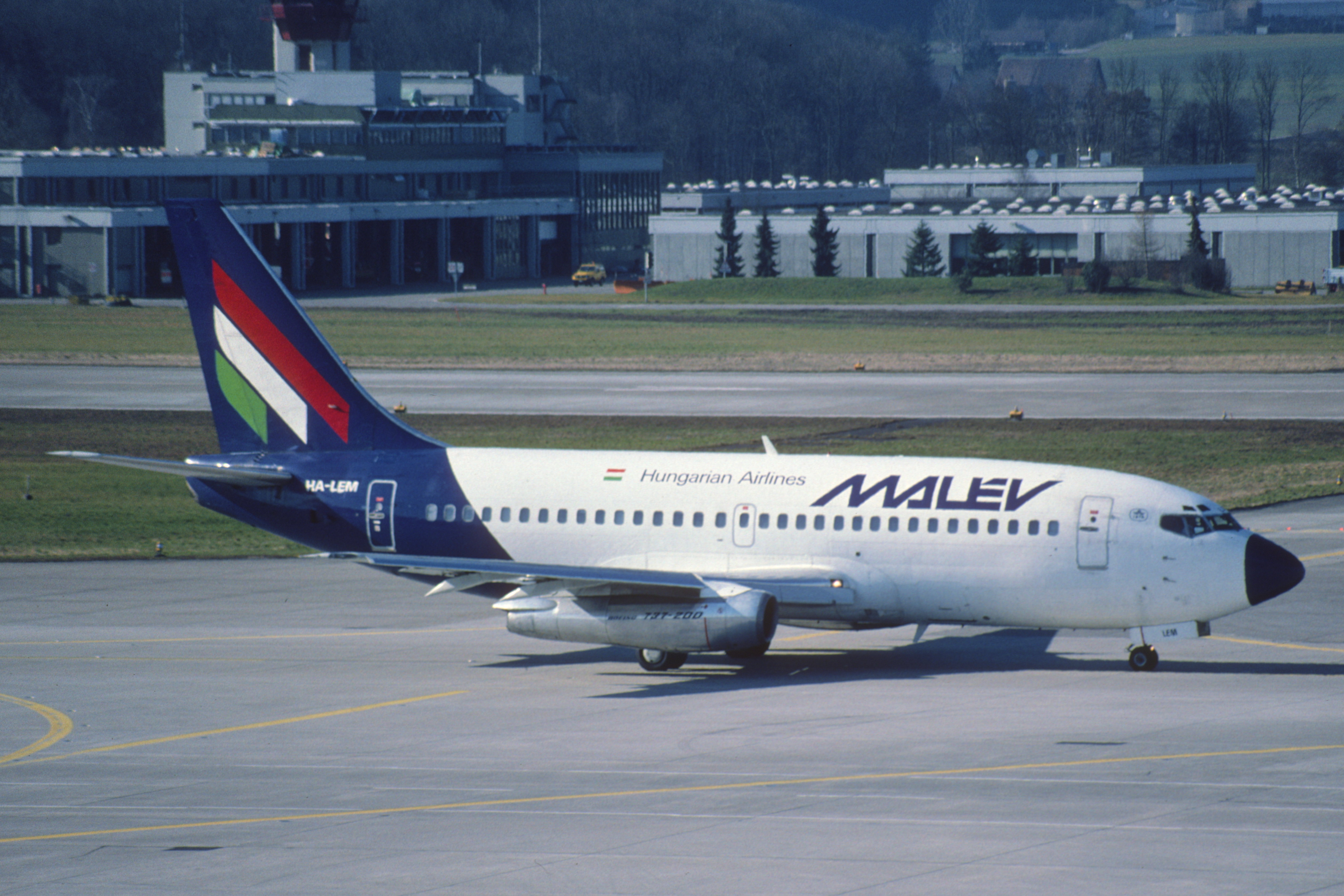
Boeing 737-200
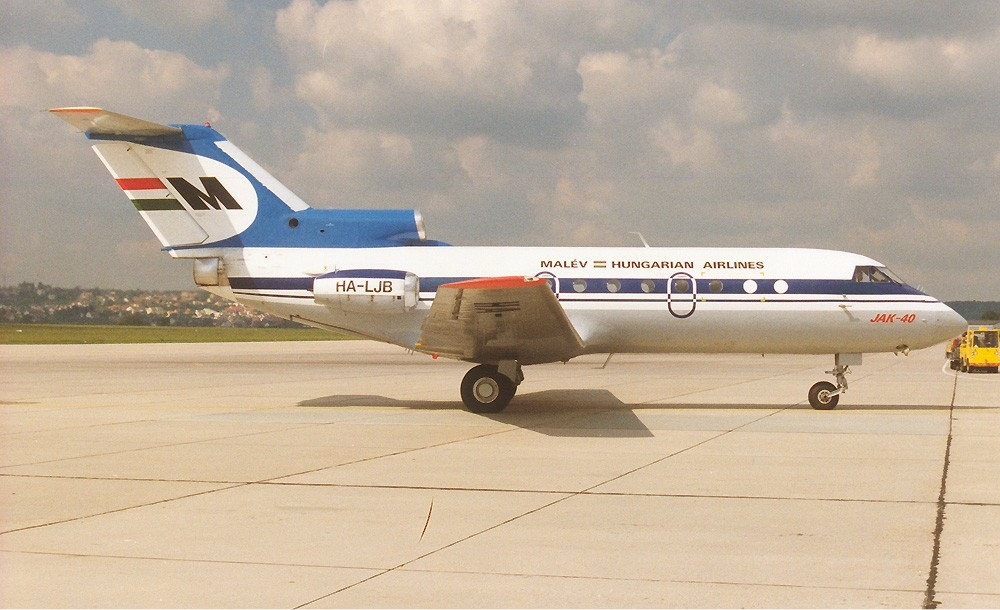
Jak–40 (Az 1973-1988 közötti arculat színeire festve.)
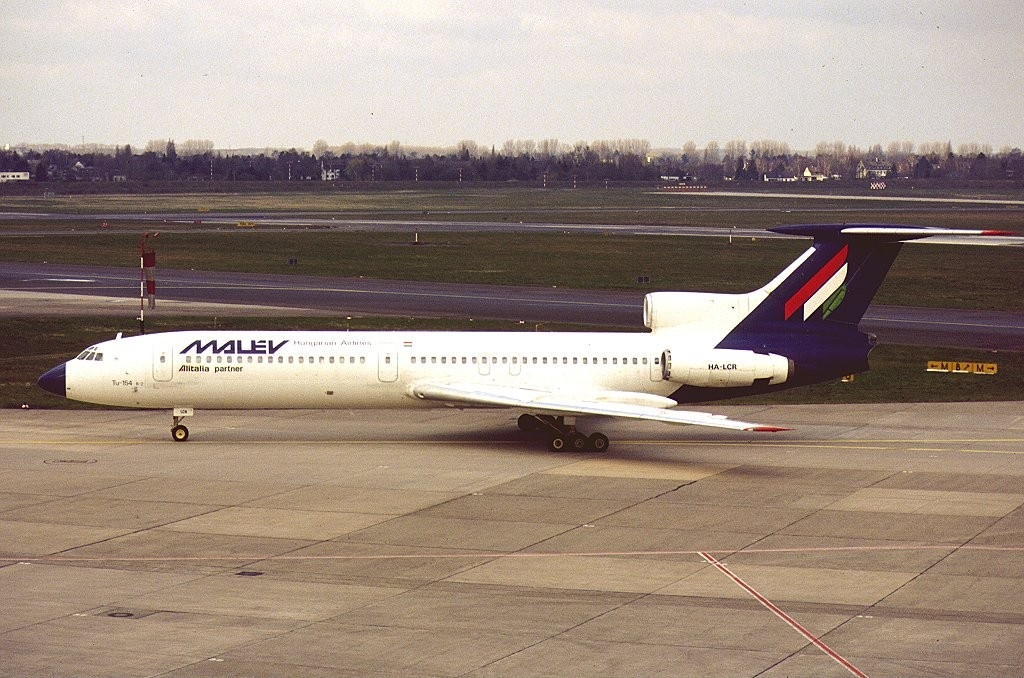
Tu–154
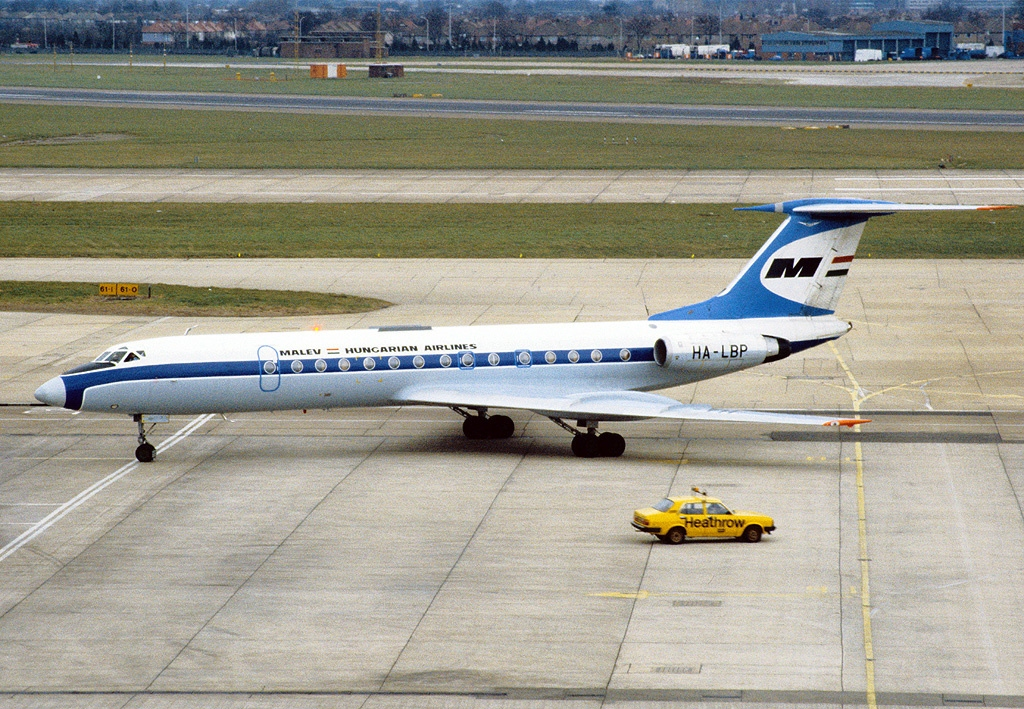
Tu–134 (Az 1973-1988 közötti arculat színeire festve.)
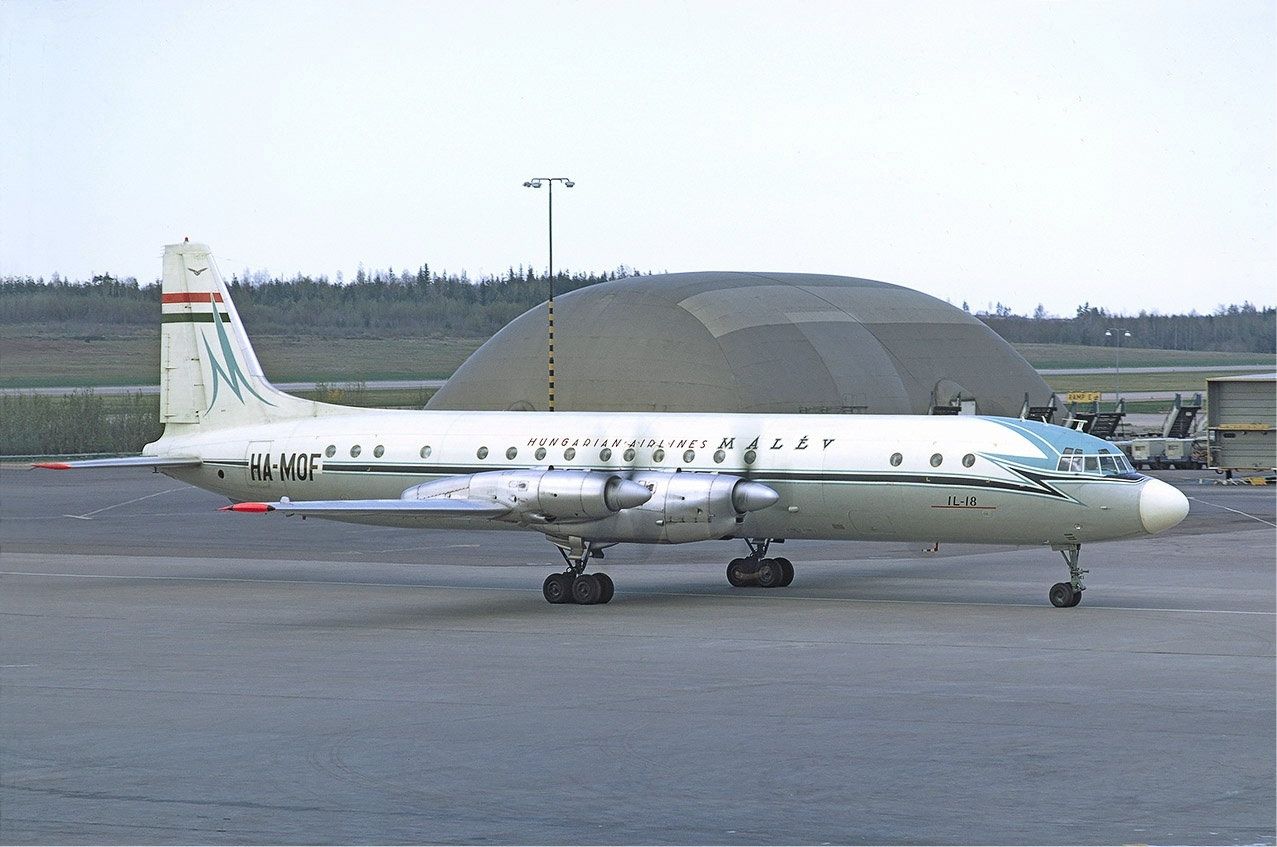
Il–18
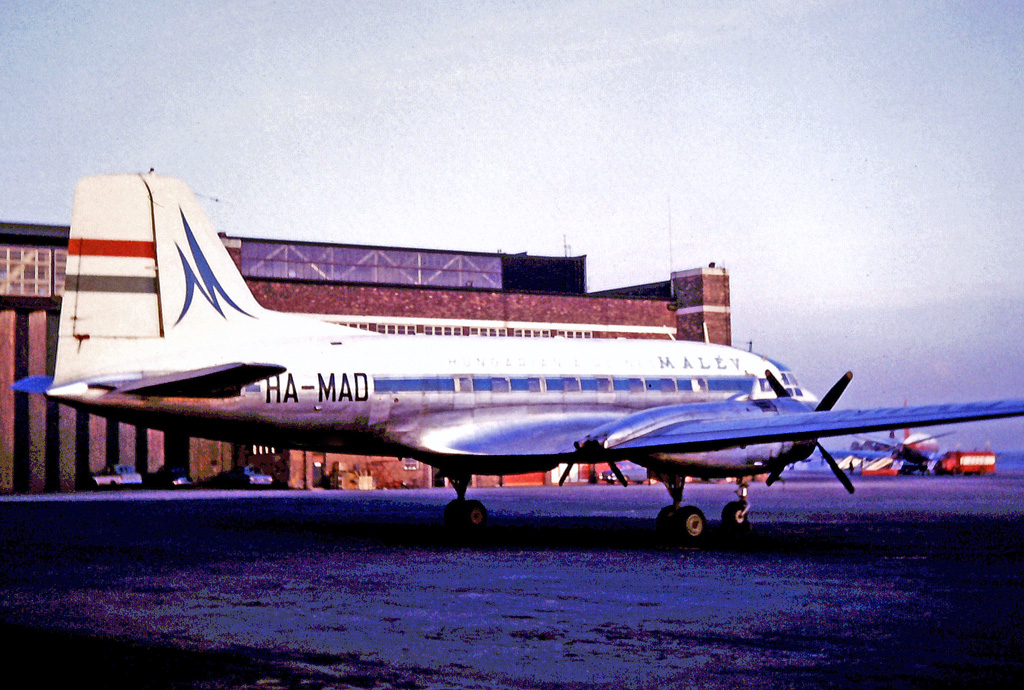
Il–14
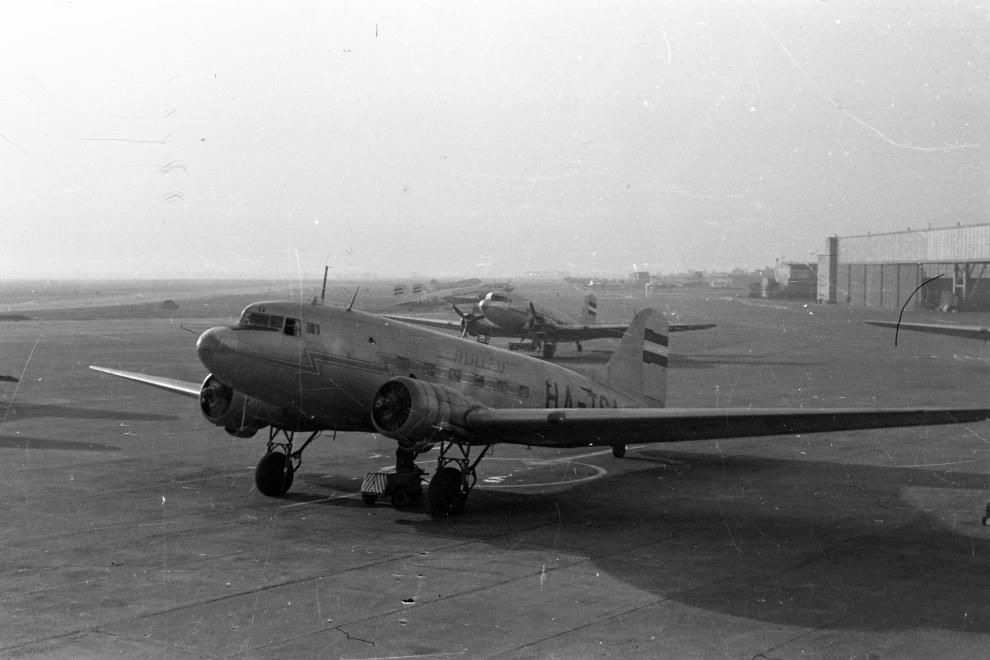
Douglas C-47 Skytrain
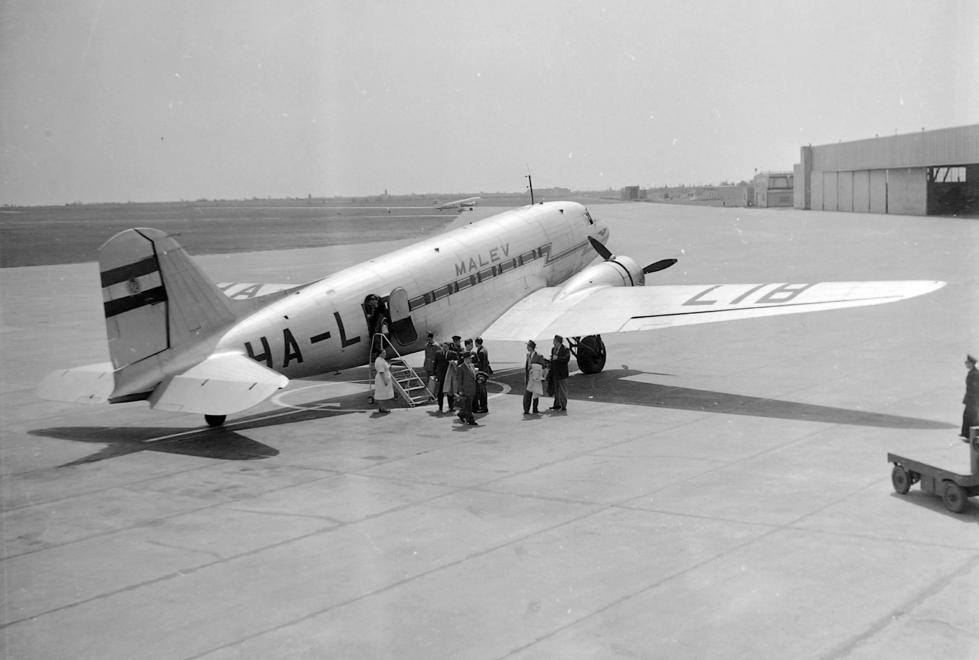
Li–2